# Dzień Szaka-L’a (Bafangoo, część 2.)
Dzień Szaka-L’a (Bafangoo, część 2.) – trzeci album studyjny polskiego rapera Liroya. Wydawnictwo ukazało się 5 sierpnia 1999 roku nakładem wytwórni muzycznej BMG Ariola Poland.
Album był promowany czterema singlami „Moja autobiografia”, „Kiedy jesteś na dnie”, „Impreza” oraz „HaHa – że jak?”.
W 1999 roku album został wyróżniony nagrodą polskiego przemysłu fonograficznego Fryderykiem w kategorii „najlepszy album rap/hip-hop”.
Nagrania uzyskały certyfikat platynowej płyty.

## Lista utworów
Opracowano na podstawie materiału źródłowego.
Album
1. „Początek problemów” (produkcja: Liroy) – 0:45
2. „Jak feniks z popiołów” (produkcja: Liroy) – 3:48
3. „Pierwszy skit” (produkcja: Liroy) – 0:35
4. „Moja Autobiografia” (gitara basowa: Yaro, produkcja: Janusz Yanina Iwański, Liroy, scratche: DJ Matusz) – 4:01
5. „Drugi skit” (produkcja: Liroy) – 0:59
6. „To się tak zaczyna (krótka piosenka o miłości)” (produkcja: Liroy) – 1:52
7. „Trzeci skit” (produkcja: Liroy) – 0:41
8. „Ekstradycja” (śpiew: Grzegorz Markowski, gitara basowa: Wojciech Ruciński, słowa: Cezary Harasimowicz, Liroy, produkcja: Janusz Stokłosa) – 3:08
9. „Czwarty skit” (produkcja: Liroy) – 0:48
10. „Haha” (produkcja: Liroy) – 5:00
11. „Piąty skit” (produkcja: Liroy) – 0:49
12. „Kołysanka dla „przyjaciół” (produkcja: Liroy) – 4:17
13. „Szósty skit” (produkcja: Liroy) – 0:21
14. „Memoriał dla bandycha” (produkcja: Liroy) – 1:58
15. „Kiedy jesteś na dnie” (wokal wspierający: Iza Plath, produkcja: Liroy) – 4:18
16. „Siódmy Skit (produkcja: Liroy) – 0:58
17. „Impreza” (aranżacja: Yaro, wokal wspierający: Zoya, słowa: Grzegorz Kupczyński, Onil, Krzysztof Jaryczewski, Liroy, Yaro, produkcja: Wojciech Łuczaj-Pogorzelski, Yaro, Zbigniew Hołdys) – 5:05
18. „Ósmy Skit (produkcja: Liroy) – 0:45
19. „Kielecka Szkoła Jazdy” (produkcja: Liroy) – 2:05
20. „Dziewiąty skit” (produkcja: Liroy) – 0:52
21. „Nie rozumiem (dlaczego tak jest?)” (produkcja: Liroy) – 4:07
22. „Dziesiąty skit” (produkcja: Liroy) – 0:14
23. „Dzień Szaka-L’a” (gitara: Zbigniew Hołdys, słowa: Tomasz Sosnowski, produkcja: Liroy) – 3:43
24. „Jedenasty skit” (produkcja: Liroy) – 0:32
25. „Szach i mat” (gitara basowa: Yaro, produkcja: Liroy) – 4:40

Single
| Moja autobiografia |
| --- |
| 1. „Moja autobiografia” (wersja Lp) – 5:08 2. „Moja autobiografia” (wersja Eoonooch) – 4:09 3. „Moja autobiografia” (Mental) – 5:08 4. „Moja autobiografia” (Acapella Mix) – 3:26 5. „Moja druga autobiografia” (Igrek A.R.O Remix) – 5:42 6. „Druga autobiografia” (Igrek A.R.O Remix – Wersja Eoonooch) – 5:42 7. „Moja druga autobiografia” (Igrek A.R.O Remix – Mental) – 5:41 8. „Moja trzecia autobiografia” (Inmind Remix) – 4:44 |

| Kiedy jesteś na dnie |
| --- |
| 1. „Kiedy jesteś na dnie” Feat. Iza Plath (Radio Wersja) 2. „Kiedy jesteś na dnie” Feat. Iza Plath (Lp Wersja) 3. „Kiedy jesteś na dnie” Feat. Iza Plath (Mental) 4. „Hip-hop” (Inmind Remix) 5. „Kiedy jesteś na dnie” (Def Noiz Remix Radio Wersja) 6. „Kiedy jesteś na dnie” (Def Noiz Remix Lp Wersja) 7. „Kiedy jesteś na dnie” (Def Noiz Remix Menta) 8. „RDJ VS. Ptah” (Ptah Remix) 9. „Nie rozumiem (dlaczego tak jest)” (Radio Wersja) 10. „Nie rozumiem (dlaczego tak jest)” (Lp Wersja) 11. „Nie rozumiem (dlaczego tak jest)” (Mental) 12. „Impreza” Feat. Yaro George Oneal Zoya (Radio Wersja) 13. „Impreza” Feat. Yaro George Oneal Zoya (Mental) 14. „Knuf No Remix” 15. „Knuf No Remix” (Mental) 16. „Booty Drop Remix” Feat. Yaro George Oneal 17. „Booty Drop Remix” Feat. Yaro George Oneal (mental) |

| Impreza |
| --- |
| 1. „Impreza” (LP Wersja) 2. „Impreza” (Radio Wersja) 3. „Impreza” (Mental) 4. „Impreza” (Knuf No Remix) 5. „Impreza” (Knuf No Remix) (Radio Wersja) 6. „Impreza” (Knuf No Remix) (Mental) 7. „Impreza” (Booty Drop Remix) 8. „Impreza” (Booty Drop Remix) (Radio Wersja) 9. „Impreza” (Booty Drop Remix) (Mental) |

| HaHa – że jak? |
| --- |
| 1. „HaHa – że jak?” Radio Short 2. „Phat Jam” 3. „HaHa - że jak?” Radio Long 4. „Flo Jam” 5. „HaHa - że jak?” LP 6. „Dope Jam” 7. „HaHa – że jak?” LP Short 8. „HaHa – że jak?” Mental 9. „Score Jam” |